# Fidei donum
Fidei donum es una encíclica del papa Pío XII, promulgada el 21 de abril de 1957, con el fin de pedir la colaboración a los obispos diocesanos para enviar sacerdotes, diáconos y laicos a tierras de misión, especialmente a África. El nombre de la encíclica proviene de los dos primeras palabras del texto original en latín que en español se traduce como «El don de la fe».

## Contexto
A mediados del siglo XX, el continente africano se encontraba en un fuerte proceso de descolonización. Ante esta situación los obispos y administradores apostólicos del África central y francófona, entre los que destaca Marcel Lefebvre, arzobispo de Dakar y vicario apostólico del África francófona, pidieron ayuda a la Santa Sede para enviar misioneros a dichos territorios. El papa Pío XII responde a la solicitud con la encíclica Fidei donum del 21 de abril de 1957.

## Contenido
La encíclica va dirigida a todos los obispos católicos en comunión con la Sede Apostólica. En ella, el papa reflexiona sobre la situación de la iglesia africana, e invita a todos los cristianos a no pensar que la misión en el continente se ha terminado con el proceso de descolonización, por el contrario, es en esa situación cuando las comunidades nativas, en ese entonces incipientes, necesitan de la ayuda de las iglesias ya formadas.
El pontífice señala que en África existen misiones con más de dos millones de habitantes, de los cuales solo unos miles son cristianos, donde solo hay 40 o 50 misioneros, por lo que invita a los obispo que tengan abundantes vocaciones, a colaborar con estas iglesias, enviando sacerdotes, diáconos y seglares al servicio de las misiones.
Pío XII propone a los cristianos en general una triple forma de ayudar en las misiones. La primera es la oración, por medio de la cual se sostiene toda obra de la Iglesia y se ven los frutos de las mismas. La segunda es la ayuda económica o material, para la formación del clero dedicado a las misiones y para la creación de nuevas obras eclesiales en las comunidades cristianas. La tercera y quizá más insistente del documento, es la donación de sí mismos, pra prestar un servicio misional en las iglesias o comunidades cristianas en formación, especialmente en África.
El texto concluye con una fundamentación bíblica de la labor misionera de la Iglesia.

## Consecuencias
Luego de la petición del papa, muchos fueron los obispos que se presentaron disponibles a la formación de sacerdotes, diáconos y laicos con el fin de enviarlos a las misiones. Estos procedían principalmente de Francia e Italia. Se organizaron expediciones misioneras enviadas a África. A los enviados, pronto se les llamó Misioneros Fidei Donum, que sin dejar de pertenecer a sus diócesis de origen, prestaban sus servicios a comunidades cristianas en formación.